# Rich Internet application
Rich Internet Application (RIA), v překladu Bohatá internetová aplikace, je webová aplikace, která má některé vlastnosti grafické desktopové aplikace. Většinou běží ve webovém prohlížeči, ale často pro svůj běh vyžaduje plug-in. Mezi častější platformy pro tvorbu RIA aplikací patří Adobe Flash, Java, a Microsoft Silverlight.
V současné době jsou technologie běžící pomocí plug-inů vytlačovány nativní specifikaci HTML5.